# Germanischer Garten von Schloss Windhausen

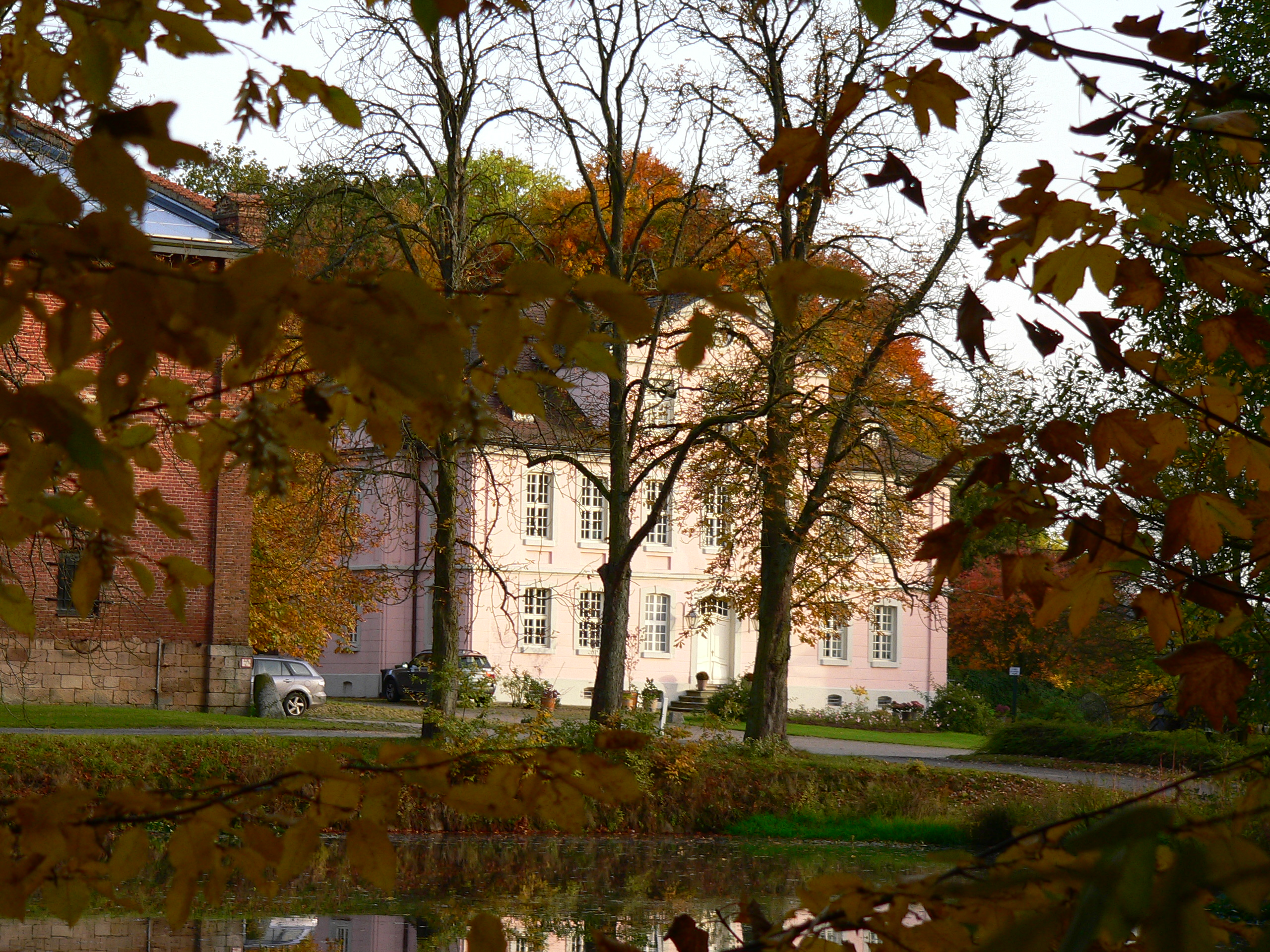
“Gutsteich” und Schloss Windhausen

Der Germanische Garten von Schloss Windhausen war ein englischer Landschaftsgarten bei Heiligenrode im nordhessischen Landkreis Kassel, der ab 1781 angelegt wurde. Er ist der einzige romantisch-sentimentale Germanische Garten in Deutschland.

## Geographische Lage

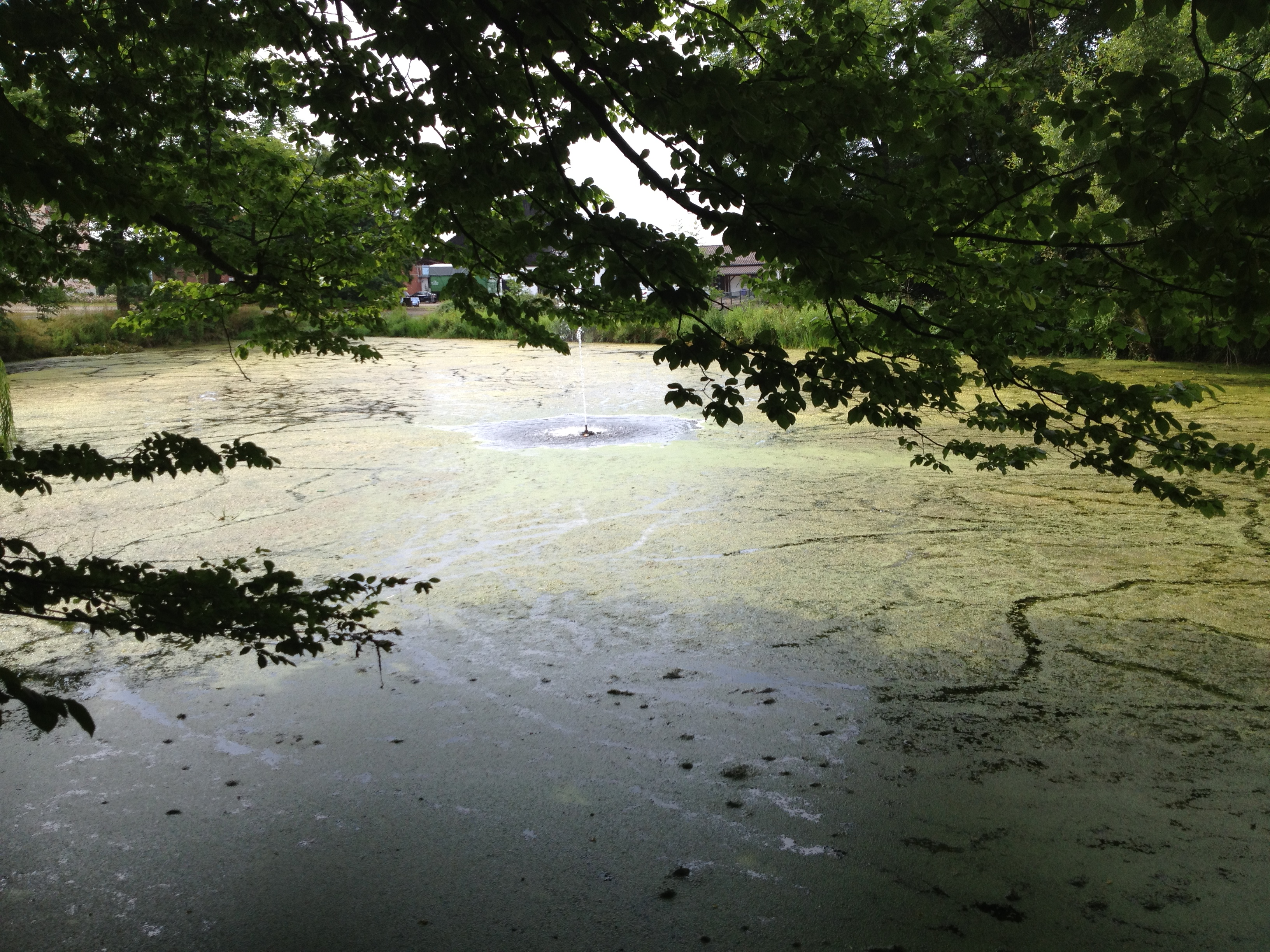
Der Gutsteich mit Fontäne

Die Reste des Landschaftsgartens liegen 2,3 km östlich von Niestetal-Heiligenrode und 1,5 km südsüdwestlich vom Gipfel des Mühlenbergs (351,8 m ü. NHN), eines westlichen Ausläufers des Kaufunger Waldes. Auf der Südflanke des Bergs befinden sie sich beim Gut und Schloss Windhausen auf etwa 260 bis 300 m Höhe. Westlich vorbei an der heutigen Parkanlage, durch deren Ostteil der nordöstliche Losse-Zufluss Diebachsgraben fließt, führt die Kreisstraße 5, die im Norden von der K 4 (Heiligenrode–Nieste) abzweigt und in Richtung Süden nach Niederkaufungen verläuft. Die Anlage liegt im Geo-Naturpark Frau-Holle-Land (Werratal.Meißner.Kaufunger Wald)

## Geschichte

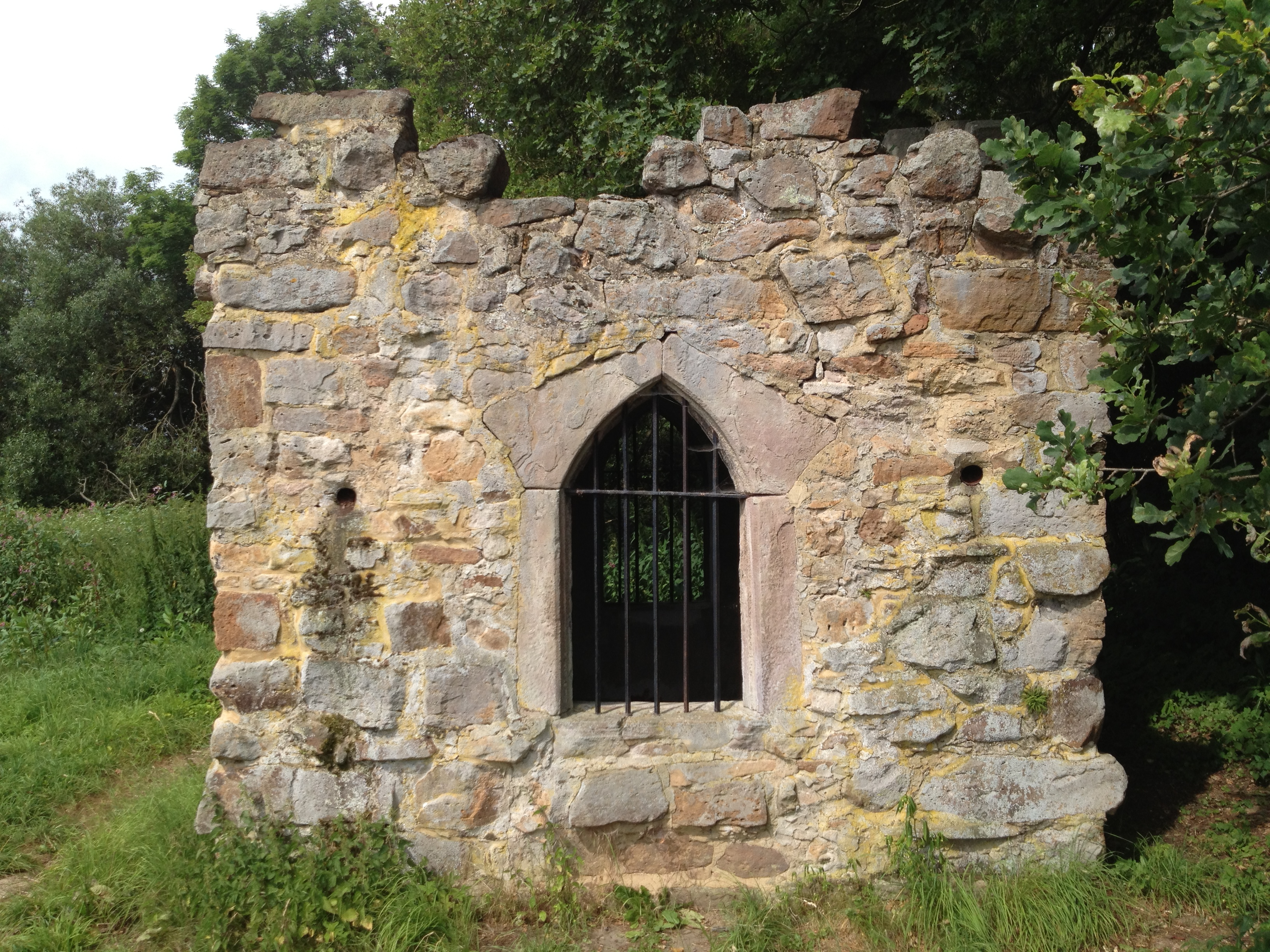
Das Mausoleum von Martin Ernst von Schlieffen

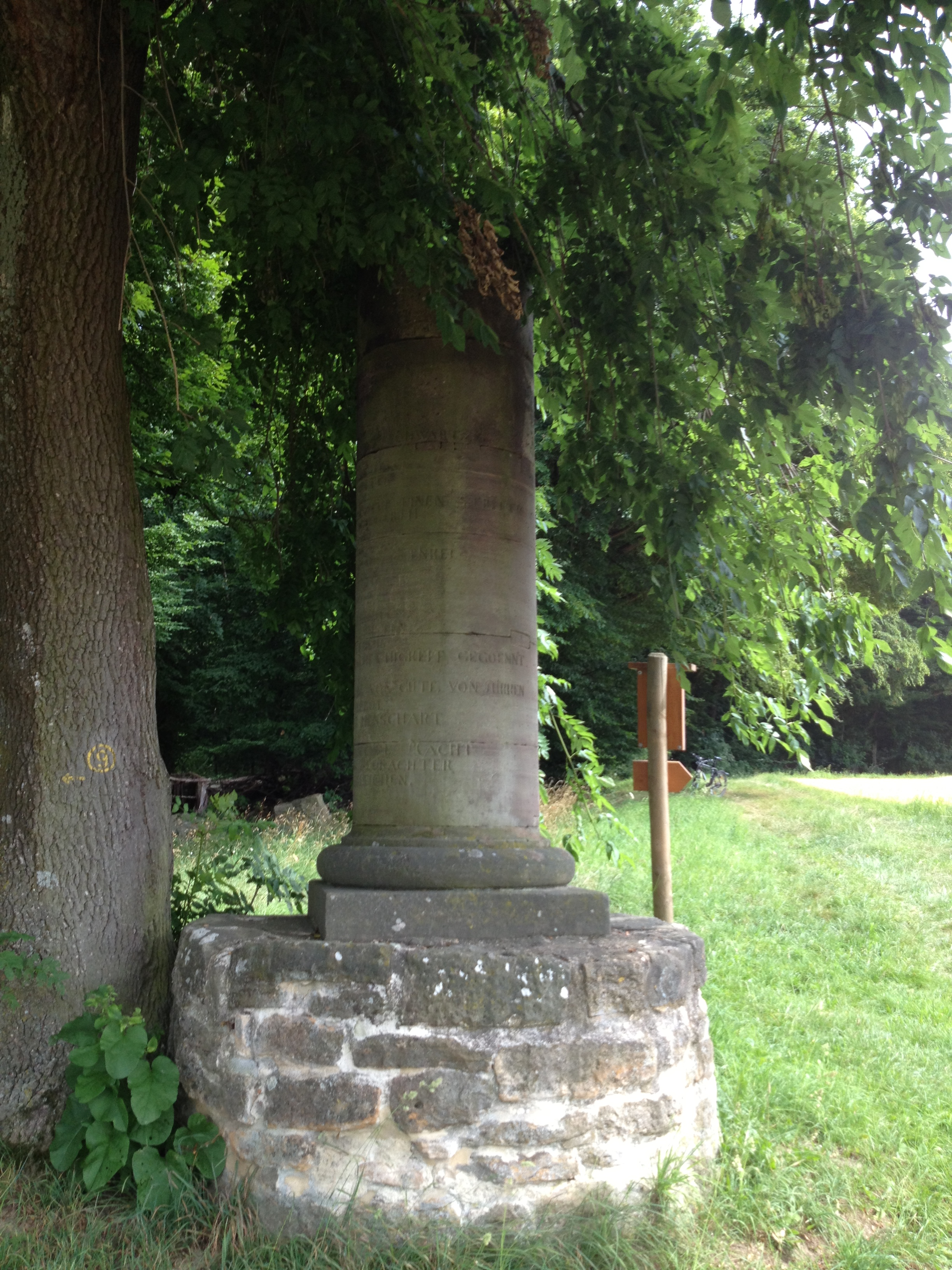
Das Affendenkmal

Windhausen war der Name eines heute nicht mehr existierenden Dorfes, das 1241 als Windehusen, 1245 als Wenthusen und 1340 als Winthusen erwähnt wurde. Der Name wird zum einen mit der Höhenlage des Ortes und zum anderen mit dem mutmaßlichen Gründer Winid in Verbindung gebracht. 1342 standen die Herren von Windhausen in den kriegerischen Auseinandersetzungen zwischen Landgraf Heinrich II. von Hessen gegen den Kurfürsten von Mainz auf mainzischer Seite und öffneten dem Erzbischof ihre Burgen. Aufgrund dessen verloren sie ihren gesamten Stammsitz. 1368 wurde dieser schließlich Eigentum des Landgrafen, der ihn im gleichen Jahr an Herzog Otto den Quaden von Braunschweig verpfändete.
Daraufhin verfiel die Gutsanlage zunächst, bis 1699 die Landgräfin Amalia, die Gemahlin des hessischen Landgrafen Karl (1654–1730), und ihr Sohn Gut Windhausen erwarben.
General Martin Ernst von Schlieffen (1732–1825) ließ, wahrscheinlich durch den Architekten Simon Louis du Ry (1726–1799), in schlichtem barocken Stil (ca. 1575–1770) ab 1769 das Schloss Windhausen erbauen. Zudem ließ er ab 1781 als gartenarchitektonische Ergänzung und Abrundung zum Schloss den englischen Landschaftsgarten anlegen.
In einer mit Schilf bedeckten Einsiedelei, und nicht im Herrenhaus, verbrachte der wissenschaftlich interessierte und zurückgezogen lebende General von Schlieffen seine Pensionszeit. Im dortigen Mausoleum, das er sich schon 51 Jahre vor seinem Tod, im Jahr 1774 errichten ließ, wurde er 1825 bestattet.
In einer Menagerie (Affenhaus genannt) wurde, zur Unterhaltung des Generals von Schlieffen, eine Horde Affen gehalten. Aufgrund von Tollwut wurden die Affen erschossen. Der General ließ zur Erinnerung an die Tiere vermutlich zwischen 1781 und 1788 das Affendenkmal in Form einer abgebrochenen Säule (daher auch Affensäule genannt) errichten. Deren von ihm selbst verfasste Inschrift inspirierte 1878 Wilhelm Busch während eines Aufenthalts im Schloss Windhausen zu seiner 1879 erschienenen bekannten Humoreske Fips, der Affe. 1840 erschien die Lebensgeschichte von Ernst Martin von Schlieffen, an der er zu Lebzeiten auf Gut Windhausen gearbeitet hatte.

## Heutige Parkanlage
In dem romantischen-sentimentalen Landschaftspark gab es eine Vielzahl gartenarchitektonischer Bauwerke, die sich in die natürlich belassene Gartenanlage kunstvoll einfügten. Dazu gehörten ein Freundschaftsstein, ein Affenhaus, ein Affendenkmal am einstigen Affenteich (auch Kleiner Teich genannt), eine Teufelsbrücke (einst 4 m hoch, 1956 eingestürzt) mit Felsenmeer (auch Steinernes Meer genannt), Schlieffens Mausoleum und die germanischen Elemente Hertha-Heiligtum, Grabmal des Arminius und Tuisco-Stein, die dem Garten seinen Namensteil, Germanischer Garten, verliehen. Die Bauwerke wurden durch einst zahlreiche natürlich verwundene Wege, die natürliche Gegebenheiten und mehrere Teiche mit einbezogen, verbunden.
Heute ist der Landschaftspark in seiner Gesamtheit nicht mehr erhalten, sondern nur noch als natürlich belassener, verwilderter Park vorhanden. An seine Existenz erinnern besonders noch das Affendenkmal, das Grabmal des Arminius, Schlieffens Mausoleum und der Gutsteich auf dem Gutshof. Der Park wird forstwirtschaftlich genutzt. Vorbei führen der seit Mai 2014 11,5 km lange Premiumweg Niester Riesen, der als Rundweg ursprünglich nur 5,5 km lang war, und der Wanderweg Burg Sensenstein mit dem Wanderzeichen S. Hindurch führt der 160 km lange Kassel-Steig.